# 도비세

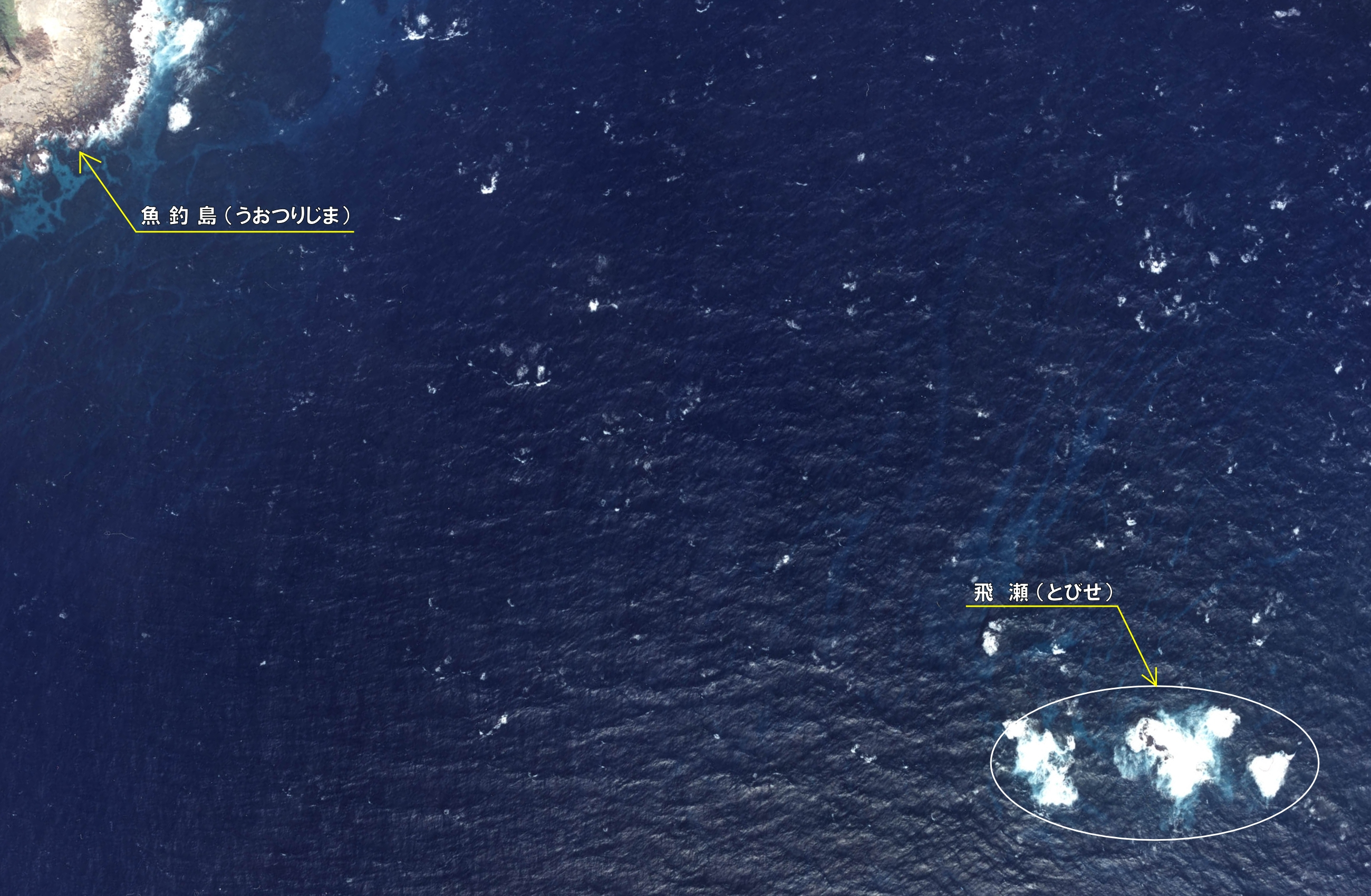
도비세(중국명 페이자오얀)

도비세(일본어: 飛瀬 도비세[*]) 또는 페이자오얀(중국어: 飛礁岩)은 일본 오키나와현 이시가키시 또는 중국 타이완성의 센카쿠 열도(중국명 댜오위다오)에 있는 무인도이다.